# 康諾·華盛頓
康諾·華盛頓（英語：Conor Washington；1992年5月18日—）是一位北愛爾蘭足球運動員。在場上的位置是前鋒。現效力於英甲球隊打比郡。他也代表北愛爾蘭足球代表隊參賽。

## 外部連結
- Newport County profile
- 足球数据库：康諾·華盛頓的球员统计数据